# 신동초등학교 (삼척시)
신동초등학교는 대한민국 강원특별자치도 삼척시에 있는 공립 초등학교이다.

## 학교 연혁
- 1947.02.10 소달공립국민학교 신동분교장 설립인가
- 1949.09.11 신동국민학교 승격인가
- 1950.05.06 신동국민학교 개교
- 1996.03.01 신동초등학교로 개칭
- 1999.09.01 대기분교장 통폐합
- 2003.02.28 마차분교장 통폐합
- 2003.03.20 병설유치원 개원
- 2003.12.24 강원도교육감 학교경영 우수학교 표창
- 2008.03.03 병설유치원 종일반 운영
- 2011.03.02 제28대 교장 김진창 부임
- 2014.02.08 제62회 졸업(총2,113명 졸업)
- 2014.03.01 삼성꿈장학재단 교육복지사업 선정(3년차)
- 2014.03.01 초등 4학급, 유치원 1학급 편성

## 참고 자료
- 신동초등학교 - 한국교육학술정보원 학교알리미